# Anna Wilmowska-Pietruszyńska
Anna Wilmowska-Pietruszyńska – dr hab. medycyny, profesor nadzw., pracownik naukowy, specjalista w dziedzinie neurologii i zdrowia publicznego, prezes Polskiego Towarzystwa Orzecznictwa Lekarskiego.
Była m.in. inicjatorem wdrożenia Międzynarodowej Klasyfikacji Funkcjonowania, Niepełnosprawności i Zdrowia ICF w Polsce oraz autorem i współautorem ponad 200 publikacji, monografii i podręczników w zakresie zdrowia publicznego, zabezpieczenia społecznego, orzecznictwa lekarskiego i zapobiegania niepełnosprawności ze szczególnym uwzględnieniem kompleksowej rehabilitacji. Przez wiele lat Naczelny Lekarz ZUS – gdzie była inicjatorem i współorganizatorem reformy orzecznictwa lekarskiego o czasowej i trwałej niezdolności do pracy oraz systemu rehabilitacji w ramach prewencji rentowej. Uznawana za eksperta w radach, zespołach i organach administracji rządowej. Naczelny Lekarz Kasy Rolniczego Ubezpieczenia Społecznego.
Wieloletni wykładowca studiów podyplomowych na Warszawskim Uniwersytecie Medycznym oraz w Centrum Medycznym Kształcenia Podyplomowego i na Wydziale Prawa Uniwersytetu Warszawskiego. Organizator i uczestnik licznych naukowych konferencji krajowych i międzynarodowych. Od 2011 roku współtworzy kwartalnik naukowy „Niepełnosprawność: problemy, zagadnienia, rozwiązania”. Wykładowca na Wydziale Medycznym Uczelni Łazarskiego w Warszawie. Od 2022 r. pełni funkcję redaktora naczelnego kwartalnika naukowego Review of Medical Practice. 
Członek Rady Ekspertów związanych z medycyną i systemem ochrony zdrowia przy Rzeczniku Praw Pacjenta. Członek Rady do spraw Polityki Senioralnej przy Ministrze Rodziny i Polityki Społecznej. Od czerwca 2023 r. pełni funkcję eksperta ds. rehabilitacji w Centrum Analiz i Polityki Ekonomicznej (CALPE) przy Federacji Przedsiębiorców Polskich
Wyróżniona została m.in. Krzyżem Kawalerskim i Krzyżem Oficerskim Orderu Odrodzenia Polski oraz odznaczeniem LAUDABILIS (czyli: godny uznania) nadawanym przez Okręgową Izbę Lekarską. Laureatka nagrody Profesjonaliści Forbesa w kategorii zawodowej lekarz. Podczas odbywającego się w Warszawie XV Krajowego Zjazdu Lekarzy została uhonorowana odznaczeniem Meritus Pro Medicis.